# Episodi di Un medico in famiglia (nona stagione)

Schermata della scena finale con il cast della nona stagione della serie Un medico in famiglia

La nona stagione della serie televisiva Un medico in famiglia è formata da 26 episodi ed è stata trasmessa in Italia su Rai 1 e Rai HD per 13 prime serate dal 16 marzo al 29 maggio 2014. Il protagonista assoluto torna ad essere nonno Libero (presente in tutti gli episodi) che, con sua moglie Enrica e la sarta veneta Ave, si occupa delle vicende dei suoi nipoti più piccoli. Le new entry sono Lorenzo Martini (interpretato da Flavio Parenti), il figlio Tommy (Riccardo Alemanni) e Sara Levi (interpretata da Valentina Corti). Lasciano quindi il set Giulio Scarpati, Francesca Cavallin, Beatrice Fazi, Gabriele Cirilli, Paolo Conticini, Yana Mosiychuk, Catherine Spaak, Alessandro Tersigni. Il personaggio di Anna Martini (Eleonora Cadeddu) è presente in soli sei episodi (14-16 e 23-25), mentre Maria e Marco (Margot Sikabonyi e Giorgio Marchesi) sono presenti rispettivamente in 13 e 14 episodi (1-2, 11-20 e 25-26, solo 26 per Maria). Confermato in blocco invece il personale della clinica, che continua, seppur in maniera ridotta, a fare da sfondo alle vicende della famiglia Martini. Queste nuove puntate, nonostante i tanti cambiamenti apportati, hanno ottenuto un buon riscontro di pubblico: la serie si attesta su una media del 20,21% di share con più di 5 milioni di spettatori, permettendo di mettere in cantiere il decimo capitolo.
| nº | Titolo                                  | Prima TV Italia | Ascolti        | Ascolti | Ascolti |
| nº | Titolo                                  | Prima TV Italia | Telespettatori | Share   | Fonte   |
| -- | --------------------------------------- | --------------- | -------------- | ------- | ------- |
| 1  | Dall'America con amore                  | 16 marzo 2014   | 5.826.000      | 20,89%  | [ 1 ]   |
| 2  | La ra-gazza ladra                       | 16 marzo 2014   | 5.599.000      | 26,24%  | [ 1 ]   |
| 3  | Una giornata al mare                    | 23 marzo 2014   | 5.164.000      | 18,04%  | [ 2 ]   |
| 4  | Un pappagallo è troppo e due sono pochi | 23 marzo 2014   | 5.193.000      | 23,03%  | [ 2 ]   |
| 5  | Lorenzo sulla graticola                 | 30 marzo 2014   | 5.006.000      | 17,95%  | [ 3 ]   |
| 6  | Procurato allarme                       | 30 marzo 2014   | 5.266.000      | 23,02%  | [ 3 ]   |
| 7  | La guerra dei pop-corn                  | 6 aprile 2014   | 5.088.000      | 18,3%   | [ 4 ]   |
| 8  | Il colpo della strega                   | 6 aprile 2014   | 4.883.000      | 21,57%  | [ 4 ]   |
| 9  | Un amore splendido                      | 13 aprile 2014  | 4.714.000      | 17,18%  | [ 5 ]   |
| 10 | Appuntamento col vampiro                | 13 aprile 2014  | 4.874.000      | 21,13%  | [ 5 ]   |
| 11 | Tommy in love                           | 16 aprile 2014  | 4.156.000      | 14,32%  | [ 6 ]   |
| 12 | Una lettera per Giada                   | 16 aprile 2014  | 3.923.000      | 14,92%  | [ 6 ]   |
| 13 | Insonnia d'amore                        | 20 aprile 2014  | 4.655.000      | 19,00%  | [ 7 ]   |
| 14 | Ritorno di Fiamma                       | 20 aprile 2014  | 4.934.000      | 20,89%  | [ 7 ]   |
| 15 | La scelta di Anna                       | 24 aprile 2014  | 4.801.000      | 17,39%  | [ 8 ]   |
| 16 | Murales d'amore                         | 24 aprile 2014  | 4.643.000      | 18,45%  | [ 8 ]   |
| 17 | Il peccato dell'Eden                    | 1º maggio 2014  | 4.714.000      | 17,36%  | [ 9 ]   |
| 18 | I fuggitivi                             | 1º maggio 2014  | 4.490.000      | 17,62%  | [ 9 ]   |
| 19 | Rifugio d'amore                         | 8 maggio 2014   | 5.160.000      | 19,37%  | [ 10 ]  |
| 20 | Il malato immaginario                   | 8 maggio 2014   | 5.065.000      | 22,12%  | [ 10 ]  |
| 21 | Il sogno di Lorenzo                     | 15 maggio 2014  | 5.577.000      | 20,70%  | [ 11 ]  |
| 22 | Il destino a quattro zampe              | 15 maggio 2014  | 5.357.000      | 24,10%  | [ 11 ]  |
| 23 | Misterioso omicidio a Poggiofiorito     | 22 maggio 2014  | 5.399.000      | 20,81%  | [ 12 ]  |
| 24 | I regali di Sara                        | 22 maggio 2014  | 5.538.000      | 24,29%  | [ 12 ]  |
| 25 | A cuore aperto                          | 29 maggio 2014  | 5.825.000      | 21,84%  | [ 13 ]  |
| 26 | Dimmi che non vuoi morire               | 29 maggio 2014  | 5.767.000      | 24,78%  | [ 13 ]  |

- Cast fisso: Lino Banfi (Libero Martini), Margot Sikabonyi (Maria), Giorgio Marchesi (Marco Levi), Emanuela Grimalda (Ave), Flavio Parenti (Lorenzo Martini), Valentina Corti (Sara), Paolo Sassanelli (Oscar Nobili), Rosanna Banfi (Tea), Alessandro D'Ambrosi (Davide Orsini), Monica Vallerini (Gloria), Riccardo Alemanni (Tommy Martini), Denise Tantucci (Giada), Domiziana Giovinazzo (Elena), Gabriele Paolino (Bobò Martini), Sofia Corinto (Palù), Luca Lucidi (Jonathan Levi), Claudia Vismara (Veronica), Michele Venitucci (Stefano Valenti), Milena Vukotic (Enrica).
- Ricorrenti: Edoardo Purgatori (Emiliano Lupi), Eleonora Cadeddu (Annuccia).

## Dall'America con amore
- Diretto da: Francesco Vicario
- Scritto da: Mauro Casiraghi, Fabrizio Cestaro, Francesco Cioce, Simona Coppini, Anna Mittone, Camilla Paternò di Montecupo, Francesca Primavera

### Trama
Casa Martini si è svuotata di molti suoi componenti: Lele e Bianca con Carlo e con Inge abitano ora a Parigi, Anna è andata a studiare a Londra, Melina non è più la colf perché si è trasferita con Dante e  Aurora a Sulmona.

Maria e Marco sono impegnati per i preparativi del matrimonio della sorella minore di lui, Sara, campionessa di atletica, che sta giungendo dall'America. Anche nonno Libero ed Enrica stanno aspettando l'arrivo dagli USA di Lorenzo, chirurgo e figlio di Spartaco,  di ritorno in Italia per sostituire Lele a villa Aurora. Sara e Lorenzo si incontrano, fatalmente, nello stesso aereo e, nel viaggio verso Roma, hanno occasione di conoscersi meglio. Lorenzo spiega che il vero motivo del suo ritorno è che vuole riconquistare la sua ex moglie Veronica e suo figlio Tommy. Sara rimane sconvolta dalla forza dei sentimenti che muovono Lorenzo, tanto da rivalutare i propri per l'uomo che sta per sposare. Così, una volta giunta alla cerimonia e ad un solo passo dal fatidico sì, rinuncia e manda all'aria il matrimonio. Durante la cerimonia Maria incontra Giada, una ragazzina albanese di strada, a cui la neuropsichiatra vorrebbe dare una mano, ma la ragazzina fugge via rubandole il portafoglio. Lorenzo, nel frattempo, rivede Veronica ma ha un'amara sorpresa perché scopre che lei ha un altro compagno. Poi, di ritorno a casa Martini, incontra nuovamente e inaspettatamente Sara, a cui nonno Libero ed Enrica hanno offerto ospitalità.
- Altri interpreti: Jgor Barbazza (Fabio Costello), Andrea Calligari (Luca)

- Note: All'inizio della puntata, Nonno Libero spiega le assenze dei vari personaggi della serie, ma tuttavia non si sa nulla di Armando, il fidanzato di Ave nella stagione precedente. Egli non viene mai menzionato né compare nemmeno nelle puntate successive, per cui non si sa se i due si siano lasciati o se stiano ancora insieme, senza "farsi vedere" dal pubblico. Altro personaggio di cui non si sa nulla è Gus.

## La ra-gazza ladra
- Diretto da: Francesco Vicario
- Scritto da: Mauro Casiraghi, Fabrizio Cestaro, Francesco Cioce, Simona Coppini, Anna Mittone, Camilla Paternò di Montecupo, Francesca Primavera

### Trama
A casa Martini vengono recapitati tutti i regali di nozze di Sara, da restituire agli invitati entro qualche giorno. Tra i regali, però, vi è anche un pappagallo, di nome Ugo, che la famiglia Martini decide di mantenere in casa, a discapito di nonno Libero. Maria, intanto, riesce a rintracciare Giada. Dopo varie suppliche la convince ad andare a casa sua e, alla fine, a recarsi in una casa-famiglia insieme ad altri ragazzi. Sara, invece, soccorre una ragazza sentitasi male per strada, grazie anche all'aiuto di Lorenzo. I due la portano in clinica e lì la ragazza si salva. Tornata a casa, Sara rivela a Marco che non correrà più per scopi agonistici. Inventando una bugia, copre la verità: Sara, infatti, soffre  di problemi cardiaci. Mentre Giada si reca in casa-famiglia, dopo aver rubato un bracciale d'oro con il nome di nonna Enrica inciso su, sia Sara che Lorenzo decidono di andarsene e togliere il disturbo da casa Martini. Nonna Enrica riesce a convincere Sara a trattenersi. Al campanello, invece, suona Tommy: ha litigato con la madre e verrà a stare dai Martini con suo padre Lorenzo. Anche quest'ultimo, ora, non può più partire.
- Altri interpreti: Jgor Barbazza (Fabio Costello), Erica Alberti, Antonio De Matteo (Emilio Feroci)

## Una giornata al mare
- Diretto da: Francesco Vicario
- Scritto da: Mauro Casiraghi, Fabrizio Cestaro, Francesco Cioce, Simona Coppini, Anna Mittone, Camilla Paternò di Montecupo, Francesca Primavera

### Trama
Per Elena e Bobò è il primo giorno di liceo ed entrambi sono in preda alle prime ansie e paure. Alla fine, però, Elena decide di saltare la scuola e di andarsene con Tommy, di cui si è subito innamorata, al mare; sarà Bobò a coprirla. Ma il ragazzo non riesce a mantenere il segreto e rivela tutto a Sara, la quale corre subito da Lorenzo in clinica. I due, quindi, si precipitano verso il lido di Ostia, dove trovano Tommy ed Elena insieme a due amici che stanno bevendo birra e fumando. Lorenzo, e poi nonno Libero a casa, pensano a richiamare come si deve i due giovani. Giada, invece, è scappata dalla casa-famiglia e dice a nonno Libero di voler restare con lui e la famiglia Martini in casa loro. La ragazzina viene, quindi, subito accolta in casa Martini, dove vi è anche Tommy: quest'ultimo si innamora subito di Giada, anche se Elena è sempre in agguato.
- Altri interpreti: Andrea Calligari (Luca), Antonio De Matteo (Emilio Feroci)

## Un pappagallo è troppo e due sono pochi
- Diretto da: Francesco Vicario
- Scritto da: Mauro Casiraghi, Fabrizio Cestaro, Francesco Cioce, Simona Coppini, Anna Mittone, Camilla Paternò di Montecupo, Francesca Primavera

### Trama
L'arrivo di Giada in casa Martini è come un fulmine a ciel sereno, in quanto lei non si apre con nessuno. L'unica con cui ha parlato per un po' è stata Sara. Quest'ultima, intanto, vorrebbe aiutare in tutti i modi la ragazza che lei stessa ha soccorso per strada, che si è scoperta essere la proprietaria del bar sorto nel locale dell'ex-cioccolateria di Bianca. Quindi, compiendo un gesto folle, decide di gestire lei stessa il bar, prendendosi tutte le responsabilità che il lavoro comporta. Per questo, Sara, accompagnata da Lorenzo, va a prendere una vecchia macchina da caffè in una cantina. Qui, però, i due rimangono chiusi dentro, fino a quando il proprietario non riapre la porta. Il pappagallo Ugo, invece, è scomparso e, per non deludere Palú e Jonathan, Ave decide di comprarne un altro. Proprio quando i bambini si accorgono che il pappagallo non è Ugo, quest'ultimo ricompare. La famiglia Martini è costretta ora a tenere entrambi i pappagalli, con grande dispiacere di nonno Libero che a fatica ne tollerava uno. La puntata si chiude con Giada che viene ricattata da due tipi, che pare sappiano la localizzazione della madre e del fratello della ragazza: se lei dirà loro dove rubare, loro le riveleranno la verità. 
- Altri interpreti: Jgor Barbazza (Fabio Costello), Erica Alberti, Andrea Calligari (Luca), Alessandro Bassetti, Massimiliano Frateschi (Ivan), Federico Galante (Angelo)

## Lorenzo sulla graticola
- Diretto da: Francesco Vicario
- Scritto da: Mauro Casiraghi, Fabrizio Cestaro, Francesco Cioce, Simona Coppini, Anna Mittone, Camilla Paternò di Montecupo, Francesca Primavera

### Trama
Anche se con inesperienza, Sara comincia a gestire il nuovo bar di fronte casa Martini. La stessa mattina dell'apertura, però, si presenta nel locale un giovane gestore di una catena di aperibar, Stefano, che vorrebbe rilevare il locale. Ma, conoscendo la grande simpatia di Sara, decide di aiutarla in questa sua folle impresa. Inoltre, la invita anche a ballare ma, all'ultimo momento, Sara rinuncia per passare del tempo con Lorenzo, e per consolarlo dopo la brutta esperienza della mattina. Lorenzo, infatti, ha rivelato alla sua ex Veronica che l'ama ancora, ma lei non ha battuto ciglio di fronte a lui, ostacolata anche dalla presenza del suo nuovo fidanzato. Nonno Libero e nonna Enrica, invece, iscrivono Giada nella stessa scuola e nella stessa classe dei gemelli e di Tommy. Ma un ragazzino la comincia ad offendere, tanto da far scatenare le ire della ragazza, che reagisce picchiandolo. Tommy la difende e, alla fine, viene incolpato al posto di Giada. A Roma, infine, torna anche Albina, che rivela a sua madre Ave di essersi fidanzata e di volersi sposare. Ave si reca all'Università della terza età, dove lavora il suo futuro genero; qui, scopre che quest'ultimo è un anziano professore, il professor Fabricotti. 
- Altri interpreti: Jgor Barbazza (Fabio Costello), Clizia Fornasier (Albina), Andrea Calligari (Luca), Antonio Petrocelli (Luigi Fabricotti)

## Procurato allarme
- Diretto da: Francesco Vicario
- Scritto da: Mauro Casiraghi, Fabrizio Cestaro, Francesco Cioce, Simona Coppini, Anna Mittone, Camilla Paternò di Montecupo, Francesca Primavera

### Trama
Sara subisce una rapina al bar da parte dei due tipi che ricattano Giada. Lorenzo trova Sara svenuta a terra e chiama un'ambulanza. In clinica, la giovane si risveglia e viene a sapere da Lorenzo che converrebbe fare una TAC. Per nascondere i suoi problemi cardiaci a Lorenzo, Sara fugge dalla clinica. Spaventate dal furto avvenuto nel bar di Sara, nonna Enrica ed Ave convincono nonno Libero ad installare un sofisticato sistema di allarme. Ma l'allarme, suonando più volte senza sosta, porta nonno Libero all'esasperazione, tanto da convincerlo a rompere il sistema una volta per tutte. Tommy segue Giada e la vede parlare con Ivan, uno dei due tipi ricattatori. Giada gli farà credere che è solo una persona che l'ha aiutata mentre lei era ancora per strada. Tommy, allora, convince Giada a fare un giro in vespa con lui, ma i due hanno un incidente. Loro ne escono sani e salvi, ma la Vespa, il veicolo usato da Lorenzo e la sua ex Veronica quando erano giovani in Puglia, ha subito dei danni evidenti. Grazie a questo evento, Sara e Lorenzo si avvicinano sempre più, interrotti solo dall'arrivo di Veronica in casa Martini, che vuole sapere come sta suo figlio Tommy.
- Altri interpreti: Andrea Calligari (Luca), Massimiliano Frateschi (Ivan)

## La guerra dei pop-corn
- Diretto da: Francesco Vicario
- Scritto da: Mauro Casiraghi, Fabrizio Cestaro, Francesco Cioce, Simona Coppini, Anna Mittone, Camilla Paternò di Montecupo, Francesca Primavera

### Trama
Elena e Giada litigano per la questione Tommy, perché quest'ultimo ha occhi solo per la seconda. Intanto, in casa Martini, esplode la guerra all'ultimo pop-corn tra i più giovani, compreso Bobò. Ave continua a seguire, sotto il sole cocente, le lezioni del professor Fabricotti, credendo sia il fidanzato di Albina. Quando torna a casa, trova un pavimento di pop-corn e, quindi, interrompe la guerra. Nonno Libero e nonna Enrica, invece, sono alle prese con il vaccino per Palù e Jonathan in clinica. Stefano porta Sara nella sua tenuta di campagna e, qui, i due si avvicinano molto. La ragazza si sottrae al bacio di Stefano, scoprendo che ha scambiato il suo cellulare con quello di Lorenzo. Quest'ultimo, infatti, ha scoperto che sul cellulare di Sara vi sono molte chiamate ad un certo dottor Savino. Sara, però, sdrammatizza il momento e a Lorenzo la questione passa di mente. Stefano trova un nuovo barista per Sara: un altro modo per avvicinarsi sempre di più alla ragazza.
- Altri interpreti: Andrea Calligari (Luca), Antonio De Matteo (Emilio Feroci), Antonio Petrocelli (Luigi Fabricotti)

## Il colpo della strega
- Diretto da: Francesco Vicario
- Scritto da: Mauro Casiraghi, Fabrizio Cestaro, Francesco Cioce, Simona Coppini, Anna Mittone, Camilla Paternò di Montecupo, Francesca Primavera

### Trama
Tommy e Lorenzo festeggiano il compleanno del ragazzo a casa di Veronica. Tornati in casa Martini, trovano invece una festa a sorpresa. Ma Tommy vuole festeggiare anche con gli amici, e convince Elena e Bobò ad organizzare una festa in casa di Veronica, visto che lei è fuori per lavoro. Durante la festa, Tommy bacia Giada ed Elena li vede, disperandosi; anche Giada non ne è per niente contenta. Inoltre, un invitato alla festa si sente male per aver bevuto troppo e Tommy è costretto a chiamare suo padre. Lorenzo, intanto, sta correndo con Sara la quale, per strafare, finisce per sentirsi male, visti i suoi problemi cardiaci. Ma il giovane deve abbandonare subito la corsa, per recarsi a casa di Veronica insieme a Sara. Nonna Enrica ed Ave convincono nonno Libero a fare la dieta, praticando un corso di ginnastica orientale. Ma Libero non ne è così felice. Ed è proprio qui, nell'Università della terza età, che Ave conosce il vero fidanzato di Albina: Luigi, un giovane modello del corso di arte. Giada, intanto, dà ad Ivan l'indirizzo della casa di Veronica e anche il relativo codice segreto dell'allarme, che Tommy le aveva dato con fiducia. Dopo aver rassettato la casa di Veronica, Lorenzo e Sara tornano a casa Martini e, qui, fra i due esplode l'amore. Dopo un lungo bacio, entrano in garage e si chiudono la porta alle spalle.
- Altri interpreti: Clizia Fornasier (Albina), Antonio De Matteo (Emilio Feroci), Antonio Petrocelli (Luigi Fabricotti), Andrea Calligari (Luca), Massimiliano Frateschi (Ivan)

## Un amore splendido
- Diretto da: Francesco Vicario
- Scritto da: Mauro Casiraghi, Fabrizio Cestaro, Francesco Cioce, Simona Coppini, Anna Mittone, Camilla Paternò di Montecupo, Francesca Primavera

### Trama
Dopo la notte passata insieme, Lorenzo dice a Sara che la situazione è difficile e non possono stare insieme. Per punire suo figlio riguardo alla festa organizzata, Lorenzo porta Tommy a fare volontariato per la Croce Rossa. Qui il medico incontra un giovane ragazzo disabile e lo riesce a convincere di andare in America a fare un'importante operazione chirurgica. Lorenzo e Sara, però, continuano a ritrovarsi sempre più vicini, anche quando, ognuno per conto suo, decidono di andare a vedere il film Un amore splendido. Il tutto viene però interrotto da Veronica che, chiamando il suo ex, rivela che le hanno rubato in casa. Quest'ultima, dicendo che si sente sola ed ha paura, convince Lorenzo a dormire da lei. A casa Martini, intanto, c'è un'atmosfera di tensione: Giada ed Elena litigano furiosamente per Tommy. Nonno Libero e nonna Enrica riescono a risolvere la situazione: Tommy, alla fine, chiarisce con Elena e i due, d'ora in poi, saranno solo amici.
- Altri interpreti: Andrea Calligari (Luca), Nicola Ravaioli, Renato Liprandi, Roberta Sferzi

## Appuntamento col vampiro
- Diretto da: Francesco Vicario
- Scritto da: Mauro Casiraghi, Fabrizio Cestaro, Francesco Cioce, Simona Coppini, Anna Mittone, Camilla Paternò di Montecupo, Francesca Primavera

### Trama
Elena e il vampiro Edward decidono di incontrarsi, dopo essersi conosciuti nella chat. In realtà, Edward è Luca, il figlio di Tea, e quando quest'ultimo vede Elena, fugge dall'appuntamento. Nonno Libero, nonna Enrica e Ave seguono la ragazza, innescando una serie di equivoci. Sara e Stefano, invece, passano una giornata all'insegna del parapendio e, in serata, Sara gli rivela che lei ha una malformazione cardiaca e potrebbe morire da un momento all'altro. Il dottore che la segue, il Dr. Savino, chiama la Clinica Aurora e fa insospettire Lorenzo, che decide di indagare nei riguardi della salute di Sara. Ma Lorenzo viene interrotto nelle sue ricerche da Veronica, che lo chiama perché ha avuto una crisi di panico. A questo punto, lei lo invita a cena; ma ecco tornare Fabio, il nuovo compagno di Veronica, che non prende affatto bene questa rimpatriata. Il furto a casa di Veronica è avvenuto per mano di Ivan, il tipo che ricatta Giada. Quando Tommy lo capisce, cerca di difendere Giada e di capire la verità. Nel frattempo, anche nonno Libero capisce tutto e cerca di consolare Giada, dicendole che tutto si sistemerà e che Ivan la pagherà per tutto ciò che le sta facendo. Nonno Libero, infine, decide anche di chiamare Maria: la giovane deve assolutamente tornare a Roma.
- Altri interpreti: Jgor Barbazza (Fabio Costello), Andrea Calligari (Luca), Massimiliano Frateschi (Ivan), Jerry Mastrodomenico

## Tommy in love
- Diretto da: Elisabetta Marchetti
- Scritto da: Mauro Casiraghi, Fabrizio Cestaro, Francesco Cioce, Simona Coppini, Anna Mittone, Camilla Paternò di Montecupo, Francesca Primavera

### Trama
La famiglia Martini scopre che Giada è scappata di casa. Sara, Lorenzo e Tommy la vanno a cercare e vedono Ivan e l'altro delinquente Angelo che la minacciano. L'intervento della polizia risolve tutto: i due vengono arrestati, mentre Giada, accompagnata da Lorenzo, Sara e Tommy, si reca in commissariato per raccontare l'accaduto. Qui, vengono raggiunti da Marco e Maria, appena rientrati da Torino. Nel frattempo, si scopre che Ivan e l'altro balordo hanno mentito a Giada: loro, infatti, pur andando in carcere per rapina a Sara e furto a Veronica e ai Martini (Giada ha detto tutto), non sapevano neanche chi fossero la madre e il fratello di Giada. Su un giornale, invece, esce la notizia che fra Marco e una certa Fiamma, atleta e conoscente di Sara, ci sia del tenero. Maria lo scopre, ma suo marito le assicura che è solo un'invenzione giornalistica. Fra Giada e Tommy, intanto, tutto si risolve con un abbraccio. Lorenzo e Veronica litigano perché la donna scopre che Tommy è rimasto coinvolto nella questione di Giada. Per questo, Lorenzo si rifugia nel bar di Sara. Ma qui, trova lei e Stefano che stanno brindando con dello champagne. Dopo che Lorenzo lascia il bar, fra Sara e Stefano vi è anche un bacio. 
- Altri interpreti: Jgor Barbazza (Fabio Costello), Federico Galante (Angelo), Massimiliano Frateschi (Ivan), Lavinia Longhi (Fiamma)

## Una lettera per Giada
- Diretto da: Elisabetta Marchetti
- Scritto da: Mauro Casiraghi, Fabrizio Cestaro, Francesco Cioce, Simona Coppini, Anna Mittone, Camilla Paternò di Montecupo, Francesca Primavera

### Trama
Stefano e Sara passano la notte insieme, ma tra i due non è successo niente. Il giovane, però, sbaglia porta e si ritrova nel soggiorno di casa Martini, con tutta la famiglia al completo. Finalmente, ha modo di conoscere nonno Libero, nonna Enrica e gli altri. Uscendo da casa Martini, inciampa su uno skateboard e cade, facendosi male. Viene portato, quindi, in clinica dove è Lorenzo a curarlo, pur non essendo tanto felice. Quest'ultimo, intanto, fa di tutto per scusarsi con Veronica e, alla fine, fra i due vi è un lungo bacio. Elena, invece, pensa che il suo vampiro della chat sia un ragazzo molto più grande di lei, un certo Brando. L'appuntamento con lui si rivela un disastro, anche se Elena non si smentisce. Maria e Marco, intanto, scoprono che Walma, la madre di Giada, è morta. A dirglielo è stato l'ex-proprietario del bar in cui la donna lavorava, che ora consegna a Maria anche una lettera da consegnare a Giada. La lettera è stata scritta proprio da Walma, per sua figlia Giada. Fra quest'ultima e Tommy, intanto, c'è il primo vero bacio. Giada, infine, viene a sapere della morte della madre e legge la lettera indirizzatale da lei. 
- Altri interpreti: Alessandro Egger, Andrea Calligari (Luca)

## Insonnia d'amore
- Diretto da: Elisabetta Marchetti
- Scritto da: Mauro Casiraghi, Fabrizio Cestaro, Francesco Cioce, Simona Coppini, Anna Mittone, Camilla Paternò, Francesca Primavera

### Trama
Marco e Maria scoprono dove si trova Daniel, il fratellino di Giada. Ma i suoi genitori adottivi non intendono far incontrare i due fratelli, fino a quando, poi, accettano; però, ad una condizione: Daniel non dovrà sapere che Giada è sua sorella, così come non sa che è stato adottato. Marco e Sara, invece, si recano nell'hotel dove risiede Fiamma per iniziare l'intervista e per parlare della biografia dell'atleta. Sulla porta dell'hotel, però, vedono Lorenzo e Veronica insieme, che si baciano. Lorenzo, invece, è costretto a compiere una complicata operazione chirurgica ad una ragazza, visto che lui è l'unico a saperla praticare in tutta Europa. Mentre lui è assente, nella sua camera in casa Martini, Tommy e Giada finiscono per fare l'amore. Sara, invece, scopre che i genitori di Stefano sono morti in un incidente: a dirglielo è la nonna del giovane, che lo ha cresciuto sin da quando era bambino. Elena, intanto, scopre che Brando le ha mentito e non è il suo Edward, il vampiro. La puntata si chiude con Lorenzo che dice a Sara di non operare più dal giorno in cui, a New York, è rimasto bloccato in ospedale, senza poter fare niente, mentre tantissime barelle di bambini feriti, per colpa di un autobus rovesciato, gli correvano intorno.
- Altri interpreti: Vanessa Compagnucci (Luisa), Raffaella Panichi, Antonietta Bello, Antonio De Matteo (Emilio Feroci), Alessandro Egger, Lavinia Longhi (Fiamma), Angelo Iannelli (Damon Torrino), Francesco Borgese (Daniel Spanoi)

## Ritorno di Fiamma
- Diretto da: Elisabetta Marchetti
- Scritto da: Mauro Casiraghi, Fabrizio Cestaro, Francesco Cioce, Simona Coppini, Anna Mittone, Camilla Paternò, Francesca Primavera

### Trama
Mentre Marco parte con Fiamma per scrivere la sua biografia, a casa Martini fanno rientro Anna e, con lei, Emiliano. La ragazza, in seguito, scoprirà che Emiliano ha venduto il suo negozio per racimolare del denaro e partire con lei per Londra. Grazie all'aiuto di Maria, Giada riesce ad incontrare suo fratello Daniel. Fra i due vi è subito una forte intesa, anche se il piccolo non riesce a riconoscere sua sorella. Comunque, i patti sono questi: Giada può incontrare suo fratello, solo se non gli dirà tutta la verità. Lorenzo, invece, è molto agitato per l'operazione che deve svolgere. Sara, per questo, lo porta a svagarsi in piscina. Tornati a casa, però, Lorenzo salva Sara da un possibile incidente stradale e si fa male al polso. Il giovane, ora, non può più operare e lascia l'incarico al dottor Feroci che, pur se con qualche intoppo, seguendo i consigli del dottor Martini, riesce a portare a termine con successo il tutto. Anna, tornata a casa, rivela ai nonni, ad Ave e agli altri che lei ed Emiliano torneranno insieme a Londra. Ma la ragazza nasconde qualcosa. Alla porta di casa Martini, infatti, bussa un ragazzo inglese che sta cercando proprio Anna. Nonno Libero, però, gli chiude la porta in faccia. 
- Altri interpreti: Vanessa Compagnucci (Luisa), Antonietta Bello, Antonio De Matteo (Emilio Feroci), Lavinia Longhi (Fiamma), Francesco Borgese (Daniel Spanoi)

## La scelta di Anna
- Diretto da: Elisabetta Marchetti
- Scritto da:

### Trama
Anna si trova in mezzo a due fuochi: scegliere Kevin o Emiliano? Alla fine, però, molto confusa, non sceglie nessuno e, i due, decidono di andarsene entrambi. Lorenzo e Veronica continuano ad incontrarsi di nascosto nell'hotel; qui, arriva Sara che rivela ai due che sta arrivando Fabio. Per non destare sospetti, Sara bacia Lorenzo e, i due, fingono di essere fidanzati. I quattro si ritrovano a cenare insieme e Veronica sembra essere gelosa della storia dell'incontro tra Sara e Lorenzo. Marco va a cena con Fiamma e Maria lo accompagna. Ma, alla fine, la donna è costretta a rimandare perché Palù ha la febbre. Anna, invece, riceve la visita di Emiliano che le restituisce le cose rimaste a casa sua e le dice addio per sempre. Marco si ritrova in mutande e ubriaco nel letto dell'hotel di Fiamma. Sara, intanto, ha capito che il suo vero amore è Stefano e, i due, finiscono a letto. Alla fine, Marco contatta sua sorella e, quindi, Sara e Stefano vanno in suo soccorso. 
- Altri interpreti: Jgor Barbazza (Fabio Costello), Lavinia Longhi (Fiamma)

## Murales d'amore
- Diretto da: Elisabetta Marchetti
- Scritto da:

### Trama
Sara e Stefano riportano Marco a casa, ma quest'ultimo non si ricorda niente e ha anche perso la fede nuziale. Per questo, la sorella e il suo fidanzato decidono di indagare. Tommy, invece, disegna un murale sul muro della scuola, dedicandolo a Giada. Quest'ultima, però, per passare del tempo con Daniel, non va a scuola e non vede la dedica del ragazzo. Lorenzo, quindi, prima di cancellarlo completamente dal muro, gli scatta una foto e ne fa fare un poster, che poi regalerà a Giada. Anna, invece, lasciata sia da Emiliano che da Kevin, riparte per Londra. Nonno Libero e nonna Enrica scoprono che l'Edward della chat è Luca, il figlio di Tea, e decidono di aiutare lui ed Elena ad avvicinarsi. Il tutto innescherà una serie di problematiche anche se, alla fine, Luca confesserà ad Elena di essere lui Edward. Elena, quindi, ne è molto felice. Fiamma dice a Sara che, tra lei e Marco, non è successo niente. In seguito, però, dirà a Marco tutto il contrario, destando in lui molta paura e insicurezza. Ma la verità è, comunque, l'altra. A casa Martini, infine, arriva anche Veronica: ha lasciato Fabio e non sa dove stare. 
- Altri interpreti: Jgor Barbazza (Fabio Costello), Vanessa Compagnucci (Luisa), Andrea Calligari (Luca), Lavinia Longhi (Fiamma), Francesco Borgese (Daniel Spanoi)

## Il peccato dell'Eden
- Diretto da: Elisabetta Marchetti
- Scritto da:

### Trama
Fra Maria e Marco la situazione è tesa, e lo diventa di più quando a casa Martini viene recapitato, dalla lavanderia dell'hotel di Fiamma, il vestito che Marco indossava la sera della cena con la donna. Alla fine, però, grazie ad Ave e a Maria, Fiamma è costretta a rivelare la verità, dicendo che tra lei e Marco non è successo niente. L'uomo, infatti, era ubriaco e non faceva altro che ripetere il nome di Maria. I due, quindi, fanno la pace. Veronica, intanto, viene ospitata in casa Martini, anche se la donna comincia a cucinare pasti vegani per tutti, sotto il dispiacere di nonno Libero. L'ex-moglie di Lorenzo, inoltre, decide di cambiare stanza con Sara, visto che in mansarda non si trova bene. Insomma: Veronica porta un po' di sconvolgimenti in casa Martini, accorgendosi anche della simpatia nata fra suo marito e Sara. Tommy, invece, non è per niente felice dell'amore rinato tra i suoi genitori: egli, infatti, si ricorda ancora delle liti e dei lunghi silenzi che costernavano casa sua prima che i suoi si separassero. Bobò, invece, si innamora di Jessica, una ragazza più grande di lui di qualche anno. 
- Altri interpreti: Jgor Barbazza (Fabio Costello), Barbara Ramella, Lavinia Longhi (Fiamma)

## I fuggitivi
- Diretto da: Elisabetta Marchetti
- Scritto da:

### Trama
Giada scopre che i genitori di Daniel dovranno trasferirsi ad Udine, e portarsi il bambino con loro. Giada e Tommy, quindi, decidono di fuggire con lui e scappare da tutti. Tommy, quindi, prende il volante della macchina di nonna Enrica e fugge con gli altri. Maria e Marco, scoperto tutto, decidono di andare a cercarli con l'aiuto di Lorenzo e Veronica. Sara e Stefano, invece, restano con i nonni e con la madre di Daniel, che pensano che i ragazzi siano andati al cinema. La fuga, però, finisce quando Maria, Marco, Lorenzo e Veronica li ritrovano e li riportano a casa. Intanto Stefano chiede a Sara di andare a vivere con lui a casa sua. Sara promette di pensarci, anche se tra lei e Lorenzo c'è ancora qualcosa in sospeso.
- Altri interpreti: Vanessa Compagnucci (Luisa), Francesco Borgese (Daniel Spanoi)

## Rifugio d'amore
- Diretto da: Elisabetta Marchetti
- Scritto da:

### Trama
Lorenzo porta sua moglie in montagna, sulla Majella, per passare del tempo insieme. Ma, durante la vacanza, Lorenzo sarà costretto a rivelare a Veronica della notte passata con Sara. Tra i due comincia ad esservi del dissapore fino a quando a peggiorare le cose, nello stesso posto arrivano anche Sara e Stefano, e la situazione degenera. Lorenzo e Sara, infatti, rimangono bloccati in un rifugio di montagna, per via di una bufera di neve. Tra i due esplode di nuovo l'amore e finiscono a letto insieme. La mattina dopo, intanto, anche Veronica e Stefano raggiungono il rifugio. Per paura di cadere nuovamente ognuno nelle braccia dell'altro, Lorenzo decide di andarsene con Veronica in America, mentre Sara decide di andare a vivere con Stefano. A casa Martini, invece, i genitori di Daniel hanno deciso di adottare anche Giada e di portarla con loro a Udine. Per paura di che cosa possa succedere mentre lei è assente, Giada decide di lasciare Tommy e, dopo di questo, parte verso Udine. Maria, infine, scopre di essere incinta. 
- Altri interpreti: Vanessa Compagnucci (Luisa), Francesco Borgese (Daniel Spanoi)

## Il malato immaginario
- Diretto da: Elisabetta Marchetti
- Scritto da:

### Trama
Maria non riesce a dire a Marco di essere incinta, perché lui pensa che ad esserlo sia Sara e ne fa una strage enorme dicendole che appena diventerà mamma inizieranno dei grossi problemi. Bobò, ancora preso da Jessica, la ragazza che gli piace chiede aiuto a Tommy per riuscire a conquistarla, ma il ragazzo, alla fine, tradisce Bobò, baciando egli stesso Jessica. Bobò ed Elena lo perdoneranno solo quando capiranno che ha fatto tutto ciò solo perché Giada lo ha lasciato. Inoltre per allontanarsi dal posto in cui si è innamorato, Tommy decide di seguire i suoi genitori fino in America, dove proverà a dimenticarsi di Giada. Maria, spaventata dalla possibile reazione del marito non riesce ancora a dirgli la verità. Quando però la situazione si fa esasperante, Maria rivela a Marco che aspetta due gemelli. I due, felici, decidono intanto di partire con Palù e Jonathan verso Torino. La partenza è veloce e immediata. Nonna Enrica, intanto, sta cercando di rinnovare la patente, ma nonno Libero le sta sempre accanto, raccomandandole tutto. Tornati a casa, nonna Enrica investe suo marito, il quale decide di ingigantire la questione, fingendo una frattura alla gamba. Tutto, per non far ripartire suo nipote Lorenzo verso l'America. 
- Altri interpreti: Andrea Calligari (Luca), Barbara Ramella, Giorgia Guerra, Ami Veevers Chorlton

## Il sogno di Lorenzo
- Diretto da: Isabella Leoni
- Scritto da:

### Trama
Mentre Veronica è partita per l'America, Lorenzo è rimasto a Poggiofiorito per assistere suo zio, che ha finto una frattura alla gamba. Una notte, però, il giovane sogna di trovarsi in un luogo e, con lui, c'è anche Sara che, alla fine, lo bacia. La partenza di Lorenzo è, però, ormai arrivata e nonna Enrica decide di fargli credere che suo zio, nonno Libero, ha delle strane malattie che lo portano sempre di più verso la vecchiaia, in modo che Lorenzo non parta. Quest'ultimo, alla fine, scopre la verità e viene a sapere dagli zii che lo hanno fatto per non farlo partire, visto che essi pensano che tra lui e Sara possa ancora succedere qualcosa. Lorenzo dice loro di farsi i fatti propri. Bobò, intanto, partecipa insieme ad Elena, Tommy e Luca ad una festa organizzata da Jessica. Durante la festa, il giovane balla con la ragazza e tenta di baciarla. Il tutto viene interrotto dal vero fidanzato di Jessica, che irrompe, facendo precipitare la situazione. A difendere Bobò, ci pensano prima Tommy e poi, a sorpresa, anche Emiliano sempre pronto a difendere i piccoli di casa Martini, nonostante si sia lasciato con Anna. Il ragazzo, però, perde il portafogli ed Elena e Tommy decidono di riportarglielo nella casa di una certa Sole, dove lui abita al momento. Lorenzo, prima di partire per l'America, decide di recarsi nel luogo in cui, nel suo sogno, aveva visto Sara. A sorpresa, il giovane vi ci trova proprio lei. Fra i due vi è un lungo bacio.
- Altri interpreti: Antonio De Matteo (Emilio Feroci), Raffaella Panichi, Andrea Calligari (Luca), Barbara Ramella

## Il destino a quattro zampe
- Diretto da: Isabella Leoni
- Scritto da:
- Altri interpreti: Camillo Milli (Mario Cordelli), Andrea Calligari (Luca)

### Trama
Lorenzo e Sara hanno deciso, finalmente, di forzare il destino e di mettersi insieme. Per questo, il giovane decide di partire comunque per l'America, però senza Tommy, per andare a rivelare tutto a sua moglie. Nel frattempo, nonno Libero e nonna Enrica accolgono i loro due nuovi vicini di casa, Agnese e Mario. Fra questi ultimi, la situazione è molto tesa e nonna Enrica pensa subito al peggio: secondo lei, Agnese vuole uccidere suo marito e ne ha la conferma, quando vede la donna scavare una fossa in giardino dove, molto probabilmente, lei vuole sotterrare il corpo del marito. Elena, che intanto è stata lasciata da Luca, e Tommy, invece, decidono di farsi un tatuaggio ciascuno. Emiliano accetta subito, a patto che gli vengano dati subito i soldi in contanti. Tommy non è convinto del comportamento dell'ex di Anna e, quando scopre delle pasticche di droga, comincia ad insospettirsi. Il tatuaggio, alla fine, viene fatto solo a Tommy, perché Emiliano deve andare via, proprio quando tocca ad Elena. I due ragazzini se ne vanno molto preoccupati. Sara e Lorenzo, invece, vanno al mare e, qui, incontrano lo stesso cane che avevano incontrato quando si erano conosciuti il primo giorno di scuola dei ragazzi. Lorenzo, intanto, parte per l'America e, una volta arrivato, rivela tutta la verità a sua moglie che non è per niente felice. Anche Sara dice tutto a Stefano. Quest'ultimo non la prende bene ma, ad un certo punto, Sara si sente male e il giovane è costretto a chiamare un'ambulanza e, quindi, anche Oscar. Quest'ultimo dice a Sara che la situazione è molto più grave di quanto possa sembrare!
- Guest star: Valeria Valeri (Agnese)

## Misterioso omicidio a Poggiofiorito
- Diretto da: Isabella Leoni
- Scritto da:

### Trama
Mentre Lorenzo a New York chiarisce con Veronica, Sara decide di partire prima che Lorenzo torni a Roma evitando di portare a sua conoscenza la malattia di cui soffre. Stefano sembra acconsentire ma invece porta Sara in clinica e qui Oscar le dice che il suo cuore ormai non regge più e l'unica soluzione è di ricoverarsi immediatamente e subire un intervento chirurgico. La ragazza si rifiuta ma promette di prendere le medicine che le prescrive Oscar il quale le urla che deve stare a riposo assoluto e di stare attenta a non provare nessuna emozione. Tornati a casa Stefano insiste affinché Sara riveli tutto a Lorenzo, che nel frattempo è rientrato a Roma, poiché è l'unico che può salvarla ma qui Sara gli rivela il segreto di Lorenzo, che non può operare perché non regge più lo stress della sala operatoria e che la ragazza non vuole mettergli una tale responsabilità sulle spalle. Nel frattempo nonno Libero e Nonna Enrica indagano sul presunto omicidio di Mario Cordelli da parte della moglie Agnese ma solo nel momento in cui si decidono a chiamare il commissario Melzi, amico di Marco, il signor Cordelli si presenta in casa Martini e si viene a sapere la verità: Agnese ha semplicemente cacciato il marito di casa e buttato via tutte le sue cose. Grazie a Nonno Libero e nonna Enrica i due decidono di darsi un periodo di prova. Mentre i due tornano a casa ritorna Lorenzo che rivela a Libero ed Enrica di lui e Sara ma viene a sapere da loro che Sara è da Stefano da tre giorni. Così il medico si dirige a casa di Stefano e qui Sara mente per non rivelare la verità affermando di voler stare con Stefano e di essersi sbagliata riguardo al suo rapporto con Lorenzo. Stefano, di fronte alla rabbia di Lorenzo e accorgendosi che Sara cominciava ad agitarsi, caccia di casa il medico il quale successivamente regala l'anello che avrebbe voluto dare a Sara per chiederle di sposarlo ad un clochard. Intanto Anna è tornata a casa, allertata da Tommy ed Elena riguardo alla questione di Emiliano, mentendo alla famiglia dicendo di essere venuta perché servivano delle carte per iscriversi all'università a Londra. Ma Ave verrà a sapere tutto in quanto nota il tatuaggio che Emiliano ha fatto a Tommy e ricattando il ragazzo ed Elena di rivelare tutto ai nonni si fa raccontare la verità. Anna si dirige da Emiliano, e qua scopre che il ragazzo viene minacciato da uno spacciatore e che ha con lui un debito di 3000 euro. Anna gli chiede spiegazioni ma viene cacciata in malo modo dal ragazzo. Tornata a casa Ave la rimprovera ma la ragazza afferma che è tutto a posto; dopodiché si dirige da Tommy ed Elena e li accusa di aver detto tutto ad Ave e aggiunge di non intromettersi più nella faccenda di Emiliano.
- Guest star: Valeria Valeri (Agnese)
- Altri interpreti: Camillo Milli (Mario Cordelli), Emanuel Caserio

## I regali di Sara
- Diretto da: Isabella Leoni
- Scritto da:

### Trama
Lorenzo è triste, arrabbiato e depresso per quello che gli ha fatto Sara ma grazie a Tommy, che lo porta in palestra, riesce a sfogarsi e a togliersi un po' di rabbia. Tommy decide di non seguire sua madre a New York ma di rimanere a Roma con suo padre e la famiglia Martini. Elena si ritrova in mano il cellulare di Tommy, ed essendo ancora innamorata di lui e per proteggerlo da altre sofferenze, cancella tutte le chiamate e i messaggi di Giada. Anna vuole aiutare a tutti i costi Emiliano e per questo mette a disposizione tutti i suoi risparmi. Si dirige a casa dell'amica di Emiliano, Sole, ma quest'ultima le rivela di aver cacciato Emiliano di casa e che lo può trovare alla discoteca LeClub. Qui la ragazza incontra il tatuatore, il quale rifiuta i soldi offerti da Anna ma nel momento in cui lo spacciatore raggiunge Emiliano questi non ha tutti i soldi e lo spacciatore tenta di violentare Anna, la quale verrà difesa da Emiliano che comincia a spintonarsi col suo ricattatore. A questo punto la giovane Martini consegna la busta contenente più di 3000 euro e lo spacciatore va via acconsentendo. Ma Emiliano sembra non averla presa bene e si arrabbia con Anna, ma più tardi si recherà nel bar di Sara dove chiederà scusa alla ragazza, ringraziandola per quello che ha fatto per lui e qui lei offre nuovamente il suo aiuto chiedendogli di partire a Londra con lei magari con l'aiuto dei nonni. Nel frattempo Bobò sembra avere ripensamenti per la sua dieta per via di alcuni cioccolatini dati in segno d'amicizia a Libero ed Enrica da parte dei vicini, ma riesce a resistere. Lorenzo chiede di poter ritornare a lavorare a Villa Aurora e tutti acconsentono. Ma si trova nel momento in cui Gloria riceve una chiamata dal dottor Savino il quale chiede di parlare con Oscar. A quel punto Lorenzo, insospettitosi, decide di parlare lui stesso col dottor Savino ma questi si nasconde dietro al segreto professionale cosicché il dottore si reca da Oscar e qui riesce a scoprire la verità e la malattia di cui soffre Sara: coartazione istmica aortica. Nel frattempo arriva Stefano che spiega il perché Sara non ha voluto rivelare a Lorenzo che sta rischiando di morire e afferma che la ragazza è sparita. In effetti la ragazza, convinta di essere ormai vicino alla morte e dopo avere fatto dei regali a tutti, compresi Marco, Maria, Jonathan e Palù a Torino in segno di addio, si è recata nella spiaggia a Ostia, e giace senza sensi sulla sabbia con a fianco l'inseparabile cane Destino, che non vuole abbandonarla e che abbaia per attirare l'attenzione di qualcuno ma non riceve, per il momento, nessuna risposta cosicché si accuccia su Sara come se volesse vegliarla e non lasciarla sola.
- Altri interpreti: Emanuel Caserio, Barbara Ramella

## A cuore aperto
- Diretto da: Isabella Leoni
- Scritto da:

### Trama
Una bambina trova Sara sulla spiaggia e, con il cellulare della ragazza, chiama Lorenzo. Subito quest'ultimo e i medici della clinica si dirigono verso il mare e, dopo averla rianimata, portano Sara a Villa Aurora. Anna, intanto, chiede ai nonni di darle dei soldi per partire con Emiliano verso Londra. Loro, però, preferiscono chiedere dapprima a Lele, che accetta di pagare i biglietti ai due ragazzi per Parigi, dove lui potrà poi aiutarli. Dopo aver scoperto il regalo che Sara gli ha riservato, e cioè un ampio locale dove poter dipingere, Tommy si dirige in clinica con tutta la famiglia Martini, per vedere le condizioni di Sara. Anche Marco torna da Torino, avvisato dai nonni. Lorenzo, intanto, decide di operare lui stesso Sara, ma Stefano non è d'accordo e, tra i due, vi è un grande litigio. Il secondo dei due, quindi, decide di parlare personalmente con Oscar, per far sì che Lorenzo non operi Sara, viste le sue paure nell'operare. Oscar è d'accordo e decide di cominciare l'operazione di Sara senza il dottor Martini. Quest'ultimo, però, durante l'operazione, entra in sala operatoria e riporta Sara alle giuste condizioni, visto che non tutto stava andando per il meglio. 
- Altri interpreti: Antonio De Matteo (Emilio Feroci)

## Dimmi che non vuoi morire
- Diretto da: Isabella Leoni
- Scritto da:

### Trama
Mentre nonno Libero, nonna Enrica e Ave si affidano, in una piccola chiesa, alle preghiere di San Nicola, per far sì che Sara si riprenda dopo l'intervento, Lorenzo si reca nella stanza che Sara gli aveva riservato, dove trova un televisore su cui può vedere un video registrato dalla ragazza prima dell'operazione. Grazie a questo video, Lorenzo trova un modo per cercare di risvegliare Sara. Si reca, quindi, al mare e prende il campanello che il cane Destino porta al collo. Tornato in ospedale, mette il campanello tra le mani di Sara. Nonno Libero, intanto, decide di dirigere un piccolo coro gospel nella piccola chiesa in cui si trova, per invocare ancora di più San Nicola. In clinica, intanto, Lorenzo sente il campanello di Sara suonare. La ragazza si è ripresa e, subito, vengono avvisati nonno Libero, nonna Enrica e Ave, che ringraziano San Nicola per la grazia concessa. Stefano, intanto, capisce che Lorenzo ama Sara più d'ogni altra cosa e decide di andarsene via. Lorenzo, quindi, decide di chiedere subito a Sara di sposarlo, senza perdere altro tempo, appena quest'ultima si sarà rimessa. La ragazza accetta immediatamente. Il matrimonio viene celebrato tre mesi dopo. Mentre a Roma tutti si danno da fare per gli ultimi preparativi, Lorenzo e Sara stanno tornando in aereo da Parigi, dove il dottore ha avuto un congresso. In aereo, intanto, Sara conosce Roberto Vecchioni e, dopo una lunga chiacchierata, decide di invitarlo addirittura al proprio matrimonio. Arrivati a Roma, i due convolano subito a nozze, mentre nonno Libero conduce il piccolo coro gospel, conosciuto mesi prima nella chiesetta di San Nicola. Dopo le nozze, ecco arrivare Roberto Vecchioni che, a sorpresa, si presenta davvero al matrimonio, cantando il suo successo sanremese "Chiamami ancora amore", mentre tutti gli invitati alle nozze danzano sulle note della canzone. 
- Guest star: Roberto Vecchioni (se stesso)
- Altri interpreti: Antonio De Matteo (Emilio Feroci), Paola Lavini, Andrea Lolli